# Sandra Rehder
Sandra Rehder (San Rafael, Província de Mendoza, Argentina, 1 de juliol de 1967) és una cantant, poeta i productora argentina, resident a Barcelona (Catalunya,) des de 2001.

## Trajectòria artística
Sandra Rehder va començar els estudis musicals (guitarra clàssica) en 1986 amb el mestre Arturo Quinteros. Des de 1997 estudia cant, eutonía, expressió corporal i interpretació musical. A Barcelona ha seguit classes de cant a L'Estudi amb Montserrat Benet i des de 2003 amb Maggie Garbino, Carme Canela i Pablo Giménez, així com d'harmonia amb Pablo Logiovine. Després amb Helen Rawson (Nivell 1, Voice Craft).
Considerada un dels referents de tango més importants de Barcelona, on desenvolupa una intensa activitat com a cantant i productora.
Destaquen els seus concerts "Intensotango" (2007) i "Tributo a Astor Piazzolla” (2011) a L'Auditori. Amb el quintet de Silvio Zalambani al Teatro Dante Alighieri i Rocca Brancaleone de Ravenna, Teatro Rossini de Lugo di Romagna, Der Haus Kultur de Bozen i Teatro de Mestre de Vènecia, 23è Festival Internacional de Tango de Granada, Espanya, 9a Cimera Mundial de Tango a Senaïjoki a Finlàndia.
Amb Pablo Mainetti i César Angeleri presenta el seu disc "Tercera Pàtria" en el 22è Festival de Guitarra de Barcelona (Luz de Gas); amb Euclydes Mattos "Raíces y alas" al San Miguel Festival Mas i Mas (Sala de Cambra del Palau de la Música de Barcelona).
En 2010 va ser seleccionada pel programa Diversons (Obra Social La Caixa) per a una gira de 20 concerts en tot Espanya.
Presenta "Tangos de la Resistencia" al Teatre Akademia, 18è Festival BarnaSants (Luz de Gas), Auditori Barradas i al Centre Cultural del Born, entre d'altres.
Va compondre lletres de tangos i milongas per al seu projecte «Tango Contemporani a Catalunya», afavorit per Consell Nacional de la Cultura i les Arts (ConCa). Musicalitza poemes de Joan Margarit i José Agustín Goytisolo.
En el 2013 l'Editorial Gorbs edita "En Contra Dos", poemari comparteix amb l'escriptor Alejandro Crimi.
Des de l'any 2014 és cantant solista de l'Orquestra d'Acordions de Sabadell, amb qui grava el disc "De París a Buenos Aires", sota la direcció de Miquel Ángel Maestro. Amb presentacions en el Amfiteatre Fundació Caixa Sabadell, XV Festival d'Acordió de Lasarte-Oria, País Basc; Casa Domenech de la Seu d'Urgell, Teatre Kursaal de Manresa i Andorra.
En 2017 presenta el seu últim disc "Canción Maleva" a La Nau, Festival BarnaSants al Casinet d'Hostafrancs, sala Jamboree, Castell de Santa Catalina, Cadis i en gira per Suïssa a les ciutats de Berna, Neuchâtel i Lucerne.
En 2018 El projecte "Oceànic" és seleccionat pel programa d'Ajudes de la Fundació SGAE en la categoria Creació de Músiques Populars.
En 2019 gira per Suïssa amb concerts a Freienwil, Rorboz, Skt. Gallen, Olten i Berna. És convidada a participar en el 12nd International Music Festival “Sharq Taronalari” (Melodies of Orient, 2019) en Samarkanda, Uzbekistan.
És seleccionada com a artista destacada a La Red (Red Española de Teatros) redescena.net.
En 2019 edita el seu segon llibre de poemes "Amores licuados" (Libros de Ida y Vuelta) amb i·llustracions de Javi Hernández.
Amb la pianista Elbi Olalla comparteix "Proyecta Tango", al que se suma la violinista Olvido Lanza amb presentacions a Teatro Leal de Tenerife, Jamboree Jazz, Terrats en Cultura, Cafè Palau del Palau de la Música, entre otros.
Ha treballat també amb Horacio Fumero, Quinteto El Después de Víctor Hugo Villena, Pablo Mainetti, César Angeleri, Marcelo Mercadante, Gustavo Battaglia, Euclydes Mattos, Horacio Fumero, Silvio Zalambani, Pablo Giménez, Pablo Cruz, Manu Estoa, Pablo Logiovine, Escolaso Tango Trío, Salvador Toscano, Daniel Levy, Mary Freiburghaus, Vicent Millioud, Carlo Lang, Carlos Morera, Gabriel Rivano, Trío de Guitarras Escolaso, Garufa Trío, Pablo Fraguela i Quinteto La Grela, Sergio Menem, Pablo Logiovine, Álvaro Pérez, Fulvio Paredes, Raúl Carnota, Rubén Martínez, Rudi Flores, Moscato Luna, Pablo Martorelli, Bernardo Ríos entre d'altres.
Professionalment ha col·laborat amb diversos músics en els seus diferents espectacles.

## Discografia[4]
- Suerte loca (Rock CD, 2020) Seleccionado por la Revista Diariofolk, entre los treinta mejores discos del 2020.
- Canción Maleva (Icaria, 2017).
- Umbrales, amb Gustavo Battaglia. 2014.
- Nostalgia del presente, amb Silvio Zalambani i Grupo Candombe (Borgatti Edizione Musicali, Italia). 2011.
- La espada de los pájaros, amb Euclydes Mattos (Nómada 57, Barcelona). 2011.
- Tercera patria (Acqua Records). 2010.
- El exilio de nosotros. 2007.
- Bajo la piel. 2004.
- En el nombre del tango. 2001.